# Salvador branco
O termo salvador branco é uma descrição sarcástica ou crítica de uma pessoa branca que é descrita como libertadora, salvadora ou edificante para as pessoas não brancas; é crítico no sentido de que descreve um padrão no qual os povos do terceiro mundo são negados a agir e são vistos como receptores passivos da benevolência branca. O papel de salvador branco é considerado uma versão moderna do que é expresso no poema "O Fardo do Homem Branco" (1899) de Rudyard Kipling. O termo tem sido associado à África e certos personagens do cinema e da televisão têm sido criticados como figuras salvadoras brancas. O escritor Teju Cole combinou o termo com "complexo industrial" (derivado do complexo militar-industrial e aplicado de forma semelhante em outros lugares) para cunhar "Complexo Industrial do Salvador Branco".

## Uso
O conceito do salvador branco tem origem no poema "O Fardo do Homem Branco" (1899) de Rudyard Kipling. Seu uso original foi no contexto das Filipinas, mas desde então o termo tornou-se associado principalmente à África, assim como a outras regiões do mundo.

### Associação com a África
A África tem uma história de escravidão e de colonização. Damian Zane, da BBC News, disse que devido à história, muitas pessoas na África consideram "a atitude de 'salvador branco' profundamente paternalistas e ofensivas". Zane disse: "Alguns argumentam que a ajuda pode ser contraproducente, pois significa que os países africanos continuarão a depender de ajuda externa". Bhakti Shringarpure, escrevendo para o The Guardian, disse: "Os ocidentais que tentam ajudar os países pobres e sofredores têm sido frequentemente acusados de ter um 'complexo de salvador branco': um termo amarrado na história colonial, onde os europeus desceram para 'civilizar' o continente africano." Karen Attiah, do Washington Post, disse que a estrutura do salvador branco na África "segue a venerável tradição" do romance Coração das Trevas (1899) de Joseph Conrad e que a tradição inclui o filme Machine Gun Preacher (2011), a campanha de relações públicas relacionada ao documentário Kony 2012 (2012), e os escritos do jornalista Nicholas Kristof.
Por exemplo, a atriz e produtora Louise Linton escreveu um livro de memórias sobre seu ano sabático na Zâmbia, In Congo's Shadow, e escreveu um artigo para o The Telegraph, "Como meu ano sabático dos sonhos na África se transformou em pesadelo", para promover o livro. Michael Schaub, do Los Angeles Times, disse: "A reação ao artigo de Linton foi rápida e negativa, acusando-a de usar clichês e deturpações [...] Várias pessoas descreveram as memórias de Linton como uma fantasia de 'salvador branco'." Zambianos e outros africanos criticaram negativamente o artigo nas redes sociais. Karen Attiah disse que a popular conta do Instagram "BarbieSavior" foi inspirada pela reação às palavras de Linton. Amal Awad, do Special Broadcasting Service, disse que a conta do Instagram parodiava "uma tendência imprudente" de volunturismo (voluntariado e turismo) em que "'salvadores brancos' usam os menos afortunados como adereços em seus perfis de mídia social". Awad disse que o interesse em ser voluntário encorajou um modelo de negócios que explora as questões sociais existentes em um país, enquanto dá aos voluntários a honra de ser um "salvador".
Baaz, Gondola, Marijnen e Verweijen, escrevendo em Foreign Affairs, criticaram o "complexo do salvador branco" no documentário de 2014 Virunga, que apresenta o parque nacional de Virunga da República Democrática do Congo e o trabalho de conservação de seus guardas florestais. Eles disseram: "O filme apresenta imagens intermináveis de um guarda do parque abraçando e brincando com os gorilas, evocando a noção de 'bom selvagem' que é próximo da natureza, honesto e ingênuo e dependente do homem branco para sua salvação. Raramente vemos os congoleses exercendo a agência política, embora existam numerosos ativistas da sociedade civil na região, muitas vezes trabalhando com grande risco pessoal."
Durante décadas, a instituição de caridade britânica Comic Relief enviou celebridades brancas a países africanos para filmar suas reações emocionais às condições de pobreza como parte de um pedido de dinheiro ao público. Em 2020, eles suspenderam a prática após críticas de que perpetuava os estereótipos do salvador branco. Um dos principais críticos foi o político do Partido Trabalhista David Lammy que, em 2019, criticou a instituição de caridade pela mídia "salvadora branca" em sua campanha africana. A Reuters informou: "Lammy, que é descendente da Guiana, disse que as fotos online [...] evocavam estereótipos negativos sobre a África e sua dependência da ajuda dos brancos ocidentais". A instituição de caridade e sua apresentadora Stacey Dooley inicialmente argumentaram contra as críticas. O grupo de campanha No White Saviors, com sede em Uganda, disse sobre a controvérsia: "Existem níveis para o complexo do salvador branco. Você pode ter boas intenções, fazer algum bem pelo caminho e estar perpetuando ativamente o (complexo do salvador branco)". A NBC News disse que o No White Saviors "tenta aumentar a conscientização sobre o impacto negativo que muitos trabalhadores humanitários 'principalmente brancos' tiveram em 'comunidades negras e pardas em nome da caridade ou do trabalho missionário'".

### Associação com o Oriente Médio
O termo tem sido usado para se referir a estadunidenses e europeus brancos que participam ou ajudam de forma independente nas guerras do Oriente Médio. T. E. Lawrence, "Lawrence da Arábia", pode ser visto como a figura prototípica do salvador branco. Acusações semelhantes foram feitas contra homens brancos europeus que viajaram para lutar ao lado de rebeldes pró-democracia na Guerra Civil Síria. As feministas brancas às vezes são vistas como salvadoras brancas ao apoiar causas relacionadas à proteção de mulheres muçulmanas, especialmente porque a implicação de homens muçulmanos como opressores é vista como islamofóbica. Malala Yousafzai foi criticada por promover o salvadorismo branco no Paquistão devido à sua alta aprovação no Ocidente e por sua vida ter sido salva por médicos brancos.

## Na mídia

### Aparição no cinema
No cinema, o salvador branco é um tropo cinematográfico em que um personagem branco resgata pessoas de cor da situação sofrida delas. O salvador branco é retratado como messiânico e muitas vezes aprende algo sobre si mesmo no processo de resgate. O tropo reflete como a mídia representa as relações raciais ao racializar conceitos como moralidade como identificáveis com os brancos, em relação aos não brancos. Os salvadores brancos são frequentemente homens e às vezes estão desajustados em sua própria sociedade até liderarem minorias ou estrangeiros. Screen Saviors: Hollywood Fictions of Whiteness rotula as histórias como fantasias que "são essencialmente grandiosas, exibicionistas e narcisistas". Tipos de histórias incluem viagens brancas para locais asiáticos "exóticos", defesa branca contra o racismo no sul dos Estados Unidos ou protagonistas brancos com ajudantes "racialmente diversos".

### Aparição na televisão
Stephanie Greco Larson, escrevendo em Media & Minorities: The Politics of Race in News and Entertainment, disse que Diff'rent Strokes (1978-1986) e Webster (1983-1987) eram "programas em que famílias brancas adotavam crianças negras" e representavam versões do "tema do fardo do homem branco na televisão". Robin R. Means Coleman disse: "Nestas comédias, as crianças negras são resgatadas de suas famílias ou comunidades disfuncionais pelos brancos". Em particular, Diff'rent Strokes apresentou o personagem milionário branco chamado Philip Drummond. O historiador de cinema Donald Bogle disse: "O milionário Drummond se torna uma grande figura paterna branca, capaz de fornecer os confortos materiais (assim como os emocionais subliminares) e o ambiente cultural que a comunidade negra supostamente nunca poderia esperar igualar". Dustin Tahmahkera escreve que Coleman rotulou Drummond como um tipo de "salvador branco" que usa "seu poder de representação para salvar o dia, determinando uma resolução de conflito que apazigue todas as partes", incluindo o representante indígena Longwalker no episódio "Burial Ground". Tahmahkera também disse que um episódio de 1985 de Punky Brewster apresentou a protagonista feminina contando uma história de fantasmas sobre seu alterego, Princess Moon, ajudando "índios antigos [que] de repente aparecem [...] como moradores de cavernas que precisam de um salvador branco [...] para um derrotar espírito maligno e ajudar a manter intacta sua existência secreta tipo Last of the Dogmen".
Larson disse: "As escolas do centro da cidade têm sido o local de dramas com o fardo do homem branco na televisão por décadas" com séries de televisão com professores salvadores brancos. Larson identificou as seguintes séries com tais professores: Room 222 (1969–1974), Welcome Back, Kotter (1975–1979), The White Shadow (1978–1981) e Boston Public (2000–2004). Larson disse que enquanto Room 222 e Boston Public também tinham professores negros que "desafiam a suposição de que os negros são inerentemente inferiores [...] estes programas continuam a evitar responsabilizar as instituições sociais pelo status dos negros, mostrando o sucesso dos professores negros individuais".

### Aparição em quadrinhos
O personagem Punho de Ferro da Marvel Comics foi criticado como um personagem salvador branco. Quando o personagem foi adaptado na série de televisão Iron Fist (2017–2018), o The New York Times informou antes da estreia do programa que o elenco havia recebido críticas por não mudar o personagem para ser asiático-americano. O jornal citou argumentos apresentados por Keith Chow, editor-chefe do blog de cultura pop Nerds of Color, "se você vai ter todas essas armadilhas do orientalismo em cima de um tropo salvador branco, por que não melhorar essas duas coisas lançando um asiático-americano para desempenhar o papel?". O ator de Iron Fist, Finn Jones, negou que Danny Rand (Punho de Ferro) seria uma figura salvadora branca e disse que a série abordaria as preocupações dos críticos. Em 2021, a Marvel respondeu fazendo Punho de Ferro aposentar o manto e apresentando um sucessor chinês, Lin Lie.

## "Complexo Industrial do Salvador Branco"

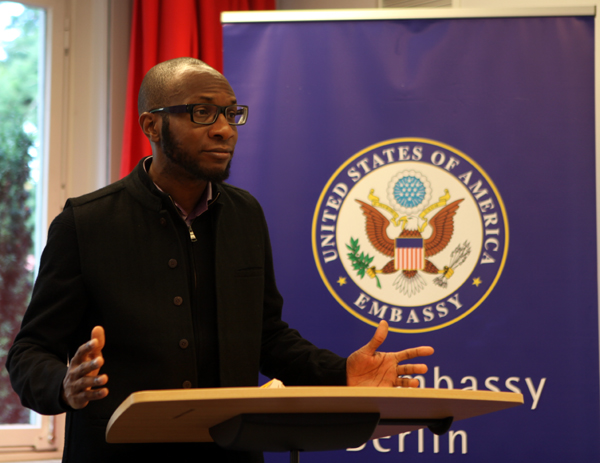
Escritor Teju Cole, que cunhou o termo "Complexo Industrial de Salvador Branco"

O escritor Teju Cole cunhou o termo "Complexo Industrial de Salvador Branco" após o lançamento do documentário Kony 2012 em março de 2012, extrapolando o termo em uma resposta de sete partes no Twitter. Mais tarde, ele escreveu um artigo para o The Atlantic sobre o termo.
A resposta de Cole tornou-se um fenômeno viral e Bhakti Shringarpure, do The Guardian, refletiu sobre a resposta de solidariedade da Internet à campanha política do Kony 2012: "Com a prevalência de campanhas, aplicativos e jogos nos chamando para ajudar sem realmente nos expor, parece que a ideia do salvador branco ainda está viva e bem — mas agora, o modo é digital." Heather Laine Talley, escrevendo em Saving Face: Disfigurement and the Politics of Appearance, disse sobre a resposta a Cole cunhar o termo: "A própria ideia do complexo industrial do salvador branco foi recebida com celebração e raiva. Cole foi descrito alternadamente como um contador da verdade e como um racista". Talley resumiu a resposta de Cole aos seus críticos: "Em última análise, Cole implora aos benfeitores ocidentais (brancos) que repensem o bem de duas maneiras. Primeiro, assuma os motivos que impulsionam as intervenções filantrópicas, para que a catarse pessoal não subsuma a real necessidade dos outros. Em segundo lugar, considere os fundamentos estruturais e os legados históricos que juntos sustentam a própria infraestrutura dos problemas que cativam nossos corações ativistas."
Tim Engles, escrevendo em Rhetorics of Whiteness: Postracial Hauntings in Popular Culture, Social Media, and Education, concordou com a avaliação de Cole: "A falta de eficácia no mundo real de seus esforços e a aparente falta de vontade da maioria de ir além de tais passos limitados e autoengrandecedores, sugere que a mera validação do privilégio racial branco foi de fato o resultado mais significativo".
Em essência, o conceito de Cole de "Complexo Industrial do Salvador Branco" refere-se explicitamente aos efeitos danosos dos salvadores brancos que priorizam uma "grande experiência emocional" alcançada por meio de pequenos atos de caridade ou ativismo em vez de abordar questões maiores como opressão sistemática e corrupção que atormentam muitos nações ao redor do mundo — notadamente, questões que muitas vezes são diretamente causadas ou perpetuadas pelos Estados Unidos.

## Leitura complementar
- Abidin, Crystal; Brockington, Dan; Goodman, Michael K.; Mostafanezhad, Mary; Richey, Lisa Ann (2020). «The Tropes of Celebrity Environmentalism». Annual Review of Environment and Resources: 1.9–1.10
- Bandyopadhyay, Ranjan; Patil, Vrushali (2017). «'The white woman's burden' – the racialized, gendered politics of volunteer tourism». Tourism Geographies. 19 (4): 644–657. ISSN 1461-6688. doi:10.1080/14616688.2017.1298150
- Belcher, Christina (maio de 2016). «There Is No Such Thing as a Post-racial Prison: Neoliberal Multiculturalism and the White Savior Complex on Orange Is the New Black». Television & New Media. 17 (6). doi:10.1177/1527476416647498
- Bex, Sean; Craps, Stef (inverno de 2016). «Humanitarianism, Testimony, and the White Savior Industrial Complex: What Is The What versus Kony 2012». University of Minnesota Press. Cultural Critique. 92 (1): 32–56. doi:10.5749/culturalcritique.92.2016.0032
- Cole, Teju (2016). «The White Savior Industrial Complex». Known and Strange Things: Essays. [S.l.]: Random House. pp. 340–349. ISBN 978-0-8129-8978-6
- Fitzgerald, Michael Ray (fevereiro de 2013). «The White Savior and his Junior Partner: The Lone Ranger and Tonto on Cold War Television (1949–1957)». The Journal of Popular Culture. 46 (1): 79–108. doi:10.1111/jpcu.12017
- Hughey, Matthew (2014). The White Savior Film: Content, Critics, and Consumption. [S.l.]: Temple University Press. ISBN 978-1-4399-1001-6
- Loza, Susana (2017). «Remixing the Imperial Past: Doctor Who, British Slavery, and the White Savior's Burden». In:  Fleiner, Carey; October, Dene. Doctor Who and History: Critical Essays on Imagining the Past. [S.l.]: McFarland. ISBN 978-1-4766-6656-3
- Maurantino, Nicole (16 de fevereiro de 2017). «'Reason to Hope?' The White Savior Myth and Progress in 'Post-Racial' America». Journalism & Mass Communication Quarterly. 94 (4): 1130–1145. doi:10.1177/1077699017691248
- Schultz, Jaime (2014). «Glory Road (2006) and the White Savior Historical Sport Film». Journal of Popular Film & Television. 42 (4): 205–213. doi:10.1080/01956051.2014.913001
- Vera, Hernán; Gordon, Andrew M. (2003). «The Beautiful White American: Sincere Fictions of the Savior». Screen Saviors: Hollywood Fictions of Whiteness. [S.l.]: Rowman & Littlefield Publishers. pp. 32–51. ISBN 978-1-4616-4286-2. (pede registo (ajuda))